# 邓秉乾
邓秉乾，广西临桂（今广西桂林）人，是一名清朝政治人物。进士出身。
邓秉乾曾于1831年接替张敦道任青浦县知县一职，1832年由蔡维新接任。